# Districte de Monghyr
El districte de Monghyr (o districte de Munger o districte de Mungir) és una divisió administrativa de Bihar, a l'Índia, amb capital a Munger o Monghyr (Mungir). La superfície és de 1.419,7 km² i la població d'1.135.499 habitants. Està format per 903 pobles, 2 nagar parishad i 1 nagar panchayat.

## Administració
El districte de Munger està constituït per tres subdivisions:
- Munger
- Kharagpur
- Tarapur

Hi ha 9 blocs (blocks) de desenvolupament:
- Munger
- Bariarpur
- Jamalpur
- Dharahara
- Kharagpur
- Tetia Bambar
- Tarapur
- Asarganj
- Sangrampur

## Història
Monghyr formà part del regne d'Anga, excepte la part occidental que estava dins el regne de Magadha; en aquesta zona hi ha diverses restes budistes i les ruïnes de Rajaona han estat identificades pel general Cunningham amb les del monestir visitat pel xinès Hiuen Tsiang. Després la zona va passar a la dinastia Pal i el seu domini està testimoniat a una taula de coure trobada al fort de Munger el 1780 amb una inscripció de data incerta on esmenta que l'exèrcit de Raja Deb Pal (del segle X) va creuar el Ganges per un pont de bots. La següent menció de Monghyr està relacionada amb la conquesta de Bihar i Bengala pels musulmans quan la ciutat fou conquerida per Muhammad-i-Bakhtyar Khalji (vers 1198).
El 1580 quan Raja Todar Mai no fou enviat per Akbar per reduir als caps rebels de Bengala, va convertir Monghyr en el seu quarter general i va construir línies de defensa a la zona. Monghyr fou capital d'un sarkar amb 31 mahals. Al segle següent Shah Shuja, després de la seva derrota davant Aurangzeb el 1659, es va retirar a Monghyr i va reforçar les fortificacions i línies de defensa però va abandonar a tota presa el fort al saber que Mir Jumla intentava tallar la seva via de retirada. El 1763 el nawab Mir Kasim Ali va escollir la ciutat com a capital i va fundar un arsenal. Després de la derrota del seu exèrcit a Udhua Nullah, es va retirar a Monghyr, però va fugir quan es va acostar una força britànica dirigida pel major Adams; el governador de la fortalesa va capitular al cap de dos dies de bombardeig.
La major part del país, especialment al sud del Ganges, va restar per un temps a mans de caps semiindependents entre els quals el principal era el raja de Kharagpur, que va governar 24 parganes; aquesta família havia estat fundada per un militar rajput, un soldat de fortuna que va enderrocar als originals propietaris khetauris per un acte d'alta traïció i, durant el regnat de Jahangir, el seu fill i successor va reforçar la seva posició convertint-se a l'islam i agafant muller entre la zanana imperial. Després de l'establiment del domini britànic el 1765 els seus dominis foren progressivament venuts a trossos per pagar els retards en els pagaments de les taxes; la part principal fou comprada pel maharaja de Darbhanga; altres famílies destacades foren la dels rages de Gidhaur i la dels rages de Pharkiya; els rages de Girdaur van esdevenir al segle xix els principals terratinents de Bihar, i el maharajà Sir Jai Mangal Singh que governava a la meitat del segle es va fer notar per la seva lleialtat als britànics el 1857-1858 i fou nomenat cavaller de l'orde de l'estrella de l'Índia; el seu fill i successor Seo Prasad Singh, fou també molt lleial (era el 33è descendent del fundador de l'estat). Els rages de Pharkiya descendien d'un rajput que primer va establir el seu domini sobre les tribus sense llei dels dosadhs durant el regnat d'Humayun i va rebre terres en zamindari el 1694, una part de les quals van restar en la família fins als primers anys de la independència de l'Índia, mentre d'altres es van segregar durant dos segles i van passar a diverses branques de la mateixa nissaga.
El territori fou part del districte de Bhagalpur i com entitat separada no fou creada fins al 1812; el 15 de juliol d'aquest any Ewing fou nomenat magistrat adjunt subordinat al magistrat de Bhagalpur (dins la província de Bengala) i va exercir de facto com a magistrat de subdivisió. El setembre de 1814 consta que estava dividit en cinc thanes o estacions de policia (Munger, Tarapur, Surajgarha, Mallepur i Gogri). El 1832 el territori fou designat com a subcol·lectorat i submagistrat, amb la recaptació estava separada en altres mans, però el mateix any o poc després el títol de l'oficial al càrrec fou canviat a magistrat i col·lector. El 1850 el districte fou dividit en tretze mahals: (1) Bara Bazar, (2) Deochi Bazar, (3) Goddard Bazar, (4) Wellesly Bazar, (5) Munger Bazar, (6) Gorhee Bazar, (7) Batemanganj Topekhana Bazar, (8) Fanok Bazar, (10) Dalhatta Bazar, (11) Belan Bazar, (12) Rasoolganj i (13) Begampur. El districte estava creuat d'oest a est pel Ganges, que el dividia en dues parts desiguals, sent la part nord una plana al·luvial.
La superfície era de 10.158 km² i la població:
- 1872: 1.814.638
- 1881: 1.969.950
- 1891: 2.036.021
- 1901: 2.068.804

Administrativament es va dividir en tres subdivisions:
- Monghyr
- Jamui
- Begusarai

El 1904-1905 es van produir alguns canvis administratius que van augmentar la subdivisió de Monghyr i reduir la de Jamui. La subsivisió de Monghyr va quedar amb 4.908 km² (abans de 1904 eren 4.087 km² però en aquest any va rebre la thana de Sheikhpura de Jamui) estant dividida en dues part pel Ganges i una població el 1901 de 874.611 habitants i després del 1904 (seguint el cens del 1901) d'1.050.840; tenia quatre ciutats (Monghyr, Jamalpur, Khagaria i Sheikhpura) i 1.262 pobles.
Les quatre ciutats principals del districte eren tanmateix Monghyr (capital, amb 35.880 habitants el 1901), Jamalpur, Sheikhpura i Khagaria, les dues primeres municipalitats. La llengua principal al nord era el maithili i al sud el maghadi, dialectes de bihari. Els hindus eren el 90,3% i els musulmans el 9,5%. Castes hindús eren els ahirs, goales, babhans, dhanuks, musahars, dosadhs, koiris, bramans, chamars, kandus, rajputs, tantis i telis; i els musulmans shaikhs, julahes i kunjres. El 67% vivia de l'agricultura, el 13,5% de la indústria i l'11% del comerç.

## Arqueologia
El més destacat és el fort de Monghyr, però hi ha ruïnes d'altres forta a Indpe, prop de Jamui, Naulakhagarh pop de Khaira, Chakai, Jaimangalgarh al Kabartal i Naula, prop de Begusarai.
Hi ha restes budistes a Rajaona i Hasanganj prop de Luckeesarai, i a Uren prop de Kajra. Hi ha una inscripció del segle X a Kashtharani Ghat i una altra que esmenta al sulta de Bengala Rukn al-Din Kaykaus (1297) a Luckeesarai.
L'edifici més antic del període musulma és el dargah de Shah Nafah, construït el 1497-1498 per Daniyal, fill d'Ala al-Din Husain, rei de Bengala.